# Curicó
Curicó je město v chilské provincii Curicó v regionu Maule. Žije zde 171,589 obyvatel. Leží 183 kilometrů jižně od hlavního města Chile Santiaga v chilském centrálním údolí v nadmořské výšce asi 228 m n. m. Město je lemováno pohořím Andy a chilským Pobřežním pohořím. 
Název města pochází z mapučštiny, název lze do češtiny přeložit jako "země černých vod". Asi 80 kilometrů od města se nachází vulkanické pole Descabezado Grande. V oblasti, kde se město nachází, panuje středomořské podnebí s teplými léty. Nejvýznamnějším zdrojem příjmů města a jeho obyvatel je zemědělství; v okolí města se pěstuje celá řada plodin. Nachází se zde zejména vinice, ale také celá řada různých ovocných sadů. Dále se zde pěstuje cukrová řepa, rajčata, pšenice, kukuřice nebo různé další druhy zeleniny. 
Ve městě se nachází dvě vysoké školy; Universidad de Talca a Universidad Católica del Maule. Působí zde noviny La Prensa de Curicó založené již v roce 1898 a působí zde také fotbalový klub Curicó Unido. V roce 2010 bylo město zasaženo zemětřesením, které zde napáchalo značné škody.